# Tadeusz Szeligowski
Tadeusz Szeligowski est un compositeur polonais né le 13 septembre 1896 à Lemberg et mort le 10 janvier 1963 a Poznań.

## Biographie
Il commença son apprentissage du piano avec sa mère puis rentra au Conservatoire de Lviv. En 1922 il obtint un doctorat en droit à Cracovie, où il étudia également la musicologie et la composition. Entre 1929 et 1931, il vécut à Paris où il suivit des leçons de Nadia Boulanger et de Paul Dukas. À son retour en Pologne en 1931, il se dévoua entièrement à la musique et à la composition.

## Œuvres
- Concerto pour orchestre (1930)
- Concerto pour piano (1941)
- Nocturne pour orchestre (1947)
- Ouverture de comédie (1952)
- Quatre danses polonaises (1954)